# Behawioryzm
Behawioryzm (ang. behavior lub behaviour – zachowanie) – filozofia nauki o zachowaniu ludzi oraz zwierząt. W podejściu tym uznaje się istotną rolę:
- środowiska jako czynnika, który kontroluje zachowania organizmów
- indywidualnej historii uczenia się poprzez konsekwencje (historia wzmocnień). Według tego podejścia zachowanie jest odpowiedzią na stymulację środowiska, a przyczyną zachowania są jego przeszłe konsekwencje (środowisko jest dla organizmu informacją, czy w danej sytuacji konkretne zachowanie będzie wzmacniane czy nie).

W badaniach w tym nurcie główne znaczenia przypisuje się procesom warunkowania sprawczego (bodziec różnicujący – zachowanie – konsekwencje), zastępczego (poprzez modela), ale również klasycznego (bodziec – reakcja) wraz z czynnikami wpływającymi na ich skuteczność (operacje motywujące, operacje znoszące itp.).
Behawioryzm rozwinął się na początku XX wieku. Powstał w sprzeciwie do tradycyjnych form psychologii, które przypisywały duże znaczenie badaniu i znaczeniu stanów wewnętrznych (np. psychoanaliza). Łączy w sobie elementy filozofii, metodologii i psychologii. Do powstania tego nurtu w dużej mierze przyczyniły się: teoria ewolucji Darwina, eksperymenty Pawłowa nad warunkowaniem klasycznym oraz odkrycie prawa efektu przez Edwarda Thorndike’a. Wszystkie te odkrycia zmieniły spojrzenie naukowców na zachowanie i jego przyczyny oraz pokazały, jak duże znaczenie ma środowisko dla funkcjonowania organizmów żywych.
Za osobę, która rozpoczęła nurt behawioryzmu, uważa się Johna B. Watsona, który w 1913 roku opublikował pracę „Psychology as the Behaviorist Views It" nazywaną manifestem behawiorystycznym. Watson uważał, że zachowanie przyjmuje postać S-R, czyli bodziec–reakcja. Za cel psychologii uznał on w swojej pracy przewidywanie i kontrolę zachowania. Sprzeciwiał się badaniu metodami introspekcyjnymi, a tym samym nakazywał ignorowanie stanów wewnętrznych w badaniach naukowych. Jedyną obiektywnie mierzoną zmienną, według Watsona, mogło być zachowanie. Chciał on, aby psychologia stała się nauką podobną do innych nauk przyrodniczych (takich jak fizyka czy chemia). Uważał, że w tym celu potrzebne było posługiwanie się podobnymi do tych nauk wyjaśnieniami i metodologią.

## Filozofia behawioryzmu
Behawioryzm łączy w sobie kilka doktryn, czy kierunków filozoficznych, które nadają mu specyficzne cechy:
- Fizykalizm

W behawioryzmie pojęcia psychologiczne powinny być sprowadzane do pojęć fizycznych, czyli takich które dają się obiektywnie mierzyć (jak na przykład tempo reakcji, liczba reakcji, czas).
- Funkcjonalizm

W behawioryzmie pojęcie przyczyny zachowania zastępuje funkcja zachowania. Ustala się następstwa i współwystępowanie zdarzeń, a nie ich przyczynowość. Ważne jest, aby odpowiedzieć na pytania „Jak?” dane zachowanie wygląda oraz „Po co?” ktoś lub coś się w nie angażuje.
- Pragmatyzm

W badaniach należy zajmować się sprawami o znaczeniu praktycznym, które są istotne społecznie.
- Empiryzm

Behawioryzm uznaje czynniki zewnętrzne, czyli środowisko jako czynnik kreujący organizm.
- Pozytywizm

Behawioryści uznają wiedzę naukową za podstawową. Przywiązują również dużą dbałość do metodologii badań.

## Wersje behawioryzmu
Można wyróżnić kilka wersji behawioryzmu:
- Klasyczny behawioryzm zaproponowany przez Watsona. Zakładał zaprzestanie badania stanów mentalnych w psychologii. Jedynym źródłem wiedzy miały stać się badania nad zachowaniem, gdyż tylko ono mogło być mierzone w obiektywny sposób.

- Metodologiczny behawioryzm Hulla i Tolmana. W tym nurcie możliwe było już badanie stanów wewnętrznych i zachowania. Warunkiem prowadzenia tego typu badań było jednak definiowanie stanów mentalnych w taki sposób, aby można je było obiektywnie zmierzyć.

- Radykalny behawioryzm Skinnera i teleologiczny behawioryzm Rachlina. W tych ujęciach zachowania publiczne oraz prywatne (stany wewnętrzne) mają taki sam charakter. Według tych nurtów środowisko w taki sam sposób kontroluje oba rodzaje zachowania (prywatne oraz publiczne).

## Nieporozumienia związane z behawioryzmem
Behawioryzm nie neguje wpływu genetycznego na zachowanie organizmów. Wręcz przeciwnie, początki tego nurtu należy wiązać z teorią ewolucji Darwina. Behawioryści uznają znaczenie genów w zachowaniu organizmów, jednak sami nie zajmują się badaniem tych czynników.
Filozofia ta również nie przeczy istnieniu stanów wewnętrznych (emocji, myślenia) u ludzi. To podejście sprzeciwia się jedynie tworzeniu hipotetycznych konstruktów służących do wyjaśniania zachowań organizmów (jak na przykład uwaga, pamięć robocza lub zapamiętywanie). Behawioryści uważają, że niewłaściwe jest używanie zdarzeń mentalnych do wyjaśniania zdarzeń behawioralnych (czyli zachowań). Według behawiorystów tego typu wyjaśnienia są pseudowyjaśnieniami, których nie można obiektywnie zbadać, gdyż wnioskuje się o nich jedynie pośrednio (np. poprzez wydłużenie czasu reakcji). W behawioryzmie opis zachowania jest równoznaczny z wyjaśnieniem zachowania.
Behawioryzm wyjaśnia również złożone zachowania ludzi jak na przykład język (zachowania werbalne). Behawiorystyczną teorię języka rozwinął Burrhus Skinner w książce Verbal Behavior. Uważał on, że język jest również zachowaniem sprawczym, które podlega prawom uczenia się. Wyróżnia go jedynie rodzaj wzmocnienia, które otrzymuje się za pośrednictwem słuchacza. Książka Skinnera dała początek terapii mowy u dzieci z autyzmem oraz innymi zaburzeniami rozwojowymi. Terapię tę nazywa się metodą zachowań werbalnych i kładzie się w niej nacisk na pragmatykę języka, aby był on jak najbardziej funkcjonalny dla tych osób.

## Przedstawiciele behawioryzmu
- Iwan Pawłow – warunkowanie reaktywne
- Edward Thorndike – warunkowanie instrumentalne
- Burrhus Skinner – warunkowanie sprawcze
- John Watson – warunkowanie reaktywne
- Clark Hull – teoria integrująca warunkowanie reaktywne i warunkowanie instrumentalne.

## Inne znaczenia
Pojęcie behawioryzmu funkcjonuje również w informatyce, gdzie termin behawioryzm obiektu oznacza opis zachowania się obiektu (zbiór jego funkcji), a także w teorii literatury, gdzie oznacza odrzucenie introspekcji i przedstawianie tylko zachowań i dialogów bohaterów.